# Ernest Prišlič
Ernest Prišlič (* 30. September 1993) ist ein ehemaliger slowenischer Skispringer.

## Werdegang
Prišlič gab sein internationales Debüt im August 2008 in Štrbské Pleso im Rahmen des FIS Cup. Mit den Plätzen 30 und 28 sammelte er dabei erste Punkte. Es dauerte jedoch drei weitere eineinhalb Jahre, bis er erneut im FIS Cup zum Einsatz kam. Da er jedoch anfangs nicht mit guten Leistungen überzeugen konnte, startete er ab September 2010 im Alpencup. Im Februar 2011 kam er beim FIS Cup von Kranj zu einem guten zehnten Platz. Am 14. Januar 2012 stand er in Predazzo erstmals auf dem Podium des FIS Cup und wurde Dritter. Im September des gleichen Jahres gab er in Klingenthal sein Debüt im Skisprung-Continental-Cup. Nach zwei Springen mit nur hinteren Platzierungen kam er jedoch wieder zurück in den Alpencup.
Erst im Januar 2013 kam Prišlič erneut in den Continental-Cup-Kader und erreichte im zweiten Springen von Sapporo mit dem neunten Rang seine erste Top-10-Platzierung in dieser Serie. Eine Woche später gewann er mit dem Team bei den Junioren-Skiweltmeisterschaften 2013 in Liberec die Goldmedaille. Trotz dieses Erfolges blieb Prišlič ein fester Platz im Continental Cup verwehrt. Nach drei weiteren Jahren und dem ständigen Wechsel zwischen Alpen- und FIS Cup sowie einigen Einsätzen im Continental Cup bekam er schließlich im Februar 2016 einen festen Kaderplatz. In Iron Mountain überzeugte er mit guten Sprüngen und stand erstmals auf dem Podium des COC. Auch in Tschaikowski belegte er zweimal einen Platz unter den besten zehn. Zum Ende der Saison erreichte Prišlič in Planica bei inoffiziellen Sprüngen vor der Weltcup-Veranstaltung die Weltklasseweite von 246 Metern.
Im Sommer 2016 zeigte Prišlič weiter gute Leistungen und wurde Vierter in Frenštát pod Radhoštěm, woraufhin er mit dem A-Kader zum Skisprung-Grand-Prix nach Tschaikowski reiste, wo er mit zwei 27. Plätzen seine ersten Grand-Prix-Punkte sammelte, mit denen er am Ende gemeinsam mit dem Deutschen Martin Hamann den 70. Platz der Gesamtwertung erreichte.
Am 4. Dezember 2016 wurde Prišlič beim Training in der Nähe der Skisprungschanze von Planica von einem Auto angefahren und dabei lebensgefährlich am Kopf verletzt, sodass er im Krankenhaus von Jesenice in ein etwa 14-tägiges künstliches Koma versetzt werden musste. Ab Juli 2018 nahm er wieder an internationalen Wettkämpfen teil. In der Folge gelangen Prišlič aber keine vorderen Platzierungen mehr. 2021 beendete er laut eigenen Angaben seine aktive Skisprungkarriere. Seinen letzten internationalen Start absolvierte er im Continental Cup in Planica in der Saison 2021/22. Nach der Disqualifikation im ersten Springen kam er jedoch im zweiten Springen nicht über Rang 47 hinaus.

## Statistik

### Grand-Prix-Platzierungen
| Saison | Platz | Punkte |
| ------ | ----- | ------ |
| 2016   | 70.   | 8      |

## Privates
Nach eigenen Angaben ist Prišlič seit 2018 verheiratet und seit 2020 Vater einer Tochter. Seit Dezember 2021 arbeitet er als Entwickler für das Skispringen beim Skihersteller Slatnar.